# Rhamphichthyidae
A Rhamphichthyidae a csontos halak (Osteichthyes) főosztályának sugarasúszójú halak (Actinopterygii) osztályába és a elektromoskéshal-alakúak (Gymnotiformes)  rendjében tartozó család.

## Rendszerezés
A családba az alábbi 3 nem és 15 faj tartozik.
- Gymnorhamphichthys (Ellis in Eigenmann, 1912) – 4 faj
  - Gymnorhamphichthys hypostomus
  - Gymnorhamphichthys petiti
  - Gymnorhamphichthys rondoni
  - Gymnorhamphichthys rosamariae

- Iracema (Triques, 1996) – 1 faj
  - Iracema caiana
- Rhamphichthys (Müller & Troschel, 1849)
  - Rhamphichthys apurensis
  - Rhamphichthys atlanticus
  - Rhamphichthys drepanium
  - Rhamphichthys hahni
  - Rhamphichthys lineatus
  - Rhamphichthys longior
  - Rhamphichthys marmoratus
  - Rhamphichthys rostratus
  - Rhamphichthys schomburgki